# Tiny Grimes
Pour les articles homonymes, voir Grimes.
Lloyd Grimes, dit Tiny Grimes, est un guitariste américain né le 7 juillet 1916 à Newport News (Virginie) et mort le 4 mars 1989.
Son jeu est influencé par celui de Charlie Christian.
Tiny Grimes jouait une guitare à 4 cordes comme on peut les voir sur les photos.
Le critique Jacques Morgantini l'a surnommé le "Roi de la guitare" dans les notes de pochettes de l'album Tiny Grimes publié en 1970 sur le label Black And Blue.

## Enregistrements
- Flying Home (avec Art Tatum, 1943)
- Tiny's Tempo (1944)
- St. Louis Blues (1950)
- Blues Wail (1958)
- Tiny's Boogie Woogie
- Lester Leaps in
- Body and Soul